# Transformacja naturalna
Transformacja naturalna – w teorii kategorii przekształcenie jednego funktora w drugi pełniące rolę homomorfizmu wyższego rzędu w kategorii funktorów.

## Definicje
Jeżeli {\displaystyle {\mathfrak {A}},{\mathfrak {B}}} są kategoriami, a {\displaystyle F\colon {\mathfrak {A}}\to {\mathfrak {B}},}
{\displaystyle G\colon {\mathfrak {A}}\to {\mathfrak {B}}} są parą równoległych funktorów kowariantnych, to transformacją naturalną z {\displaystyle F} do {\displaystyle G} nazywamy rodzinę {\displaystyle \{\eta _{X}\}_{X\in {\mathfrak {A}}^{o}}} morfizmów {\displaystyle \eta _{X}\colon F(X)\to G(X)} kategorii {\displaystyle {\mathfrak {B}}} indeksowaną obiektami {\displaystyle X\in {\mathfrak {A}}^{o}\!=\mathrm {Ob} {\mathfrak {A}},} taką, że dla dowolnego morfizmu {\displaystyle f\colon X\to Y} w {\displaystyle {\mathfrak {A}}} następujący diagram komutuje:
tzn. {\displaystyle \eta _{Y}F(f)=G(f)\eta _{X}}. Transformację taką oznaczamy symbolem {\displaystyle \eta \colon F\to G.} Morfizmy {\displaystyle (\eta _{X})_{X\in {\mathfrak {A}}^{o}}} nazywamy komponentami transformacji naturalnej {\displaystyle \eta .}
Funktory {\displaystyle F} i {\displaystyle G} nazywamy naturalnie równoważnymi, gdy istnieje transformacja naturalna {\displaystyle \{\eta _{X}\}_{X\in {\mathfrak {A}}^{o}}} morfizmów {\displaystyle \eta _{X}\colon F(X)\to G(X)} 
taka, że 
dla każdego {\displaystyle X\in {\mathfrak {A}}^{o}} morfizm {\displaystyle \eta _{X}} jest izomorfizmem w kategorii {\displaystyle {\mathfrak {B}}.}
Złożeniem transformacji naturalnych {\displaystyle \eta \colon F\to G} i {\displaystyle \theta \colon G\to H} jest transformacja naturalna {\displaystyle \theta \eta \colon F\to H} określona jako rodzina złożeń {\displaystyle \{\theta _{X}\eta _{X}\}_{X\in {\mathfrak {A}}^{o}}.}
Analogicznie definiuje się transformacje naturalne multifunktorów, tzn. funktorów z produktu kategorii {\displaystyle {\mathfrak {A}}_{1}\times \ldots \times {\mathfrak {A}}_{n}} do {\displaystyle {\mathfrak {B}}.}
Jeżeli {\displaystyle F\colon {\mathfrak {A}}\to {\mathfrak {B}},} {\displaystyle G\colon {\mathfrak {A}}\to {\mathfrak {B}}} jest parą równoległych funktorów kontrawariantnych, to definiujemy transformacje naturalne z {\displaystyle F} do {\displaystyle G} traktując {\displaystyle F} i {\displaystyle G} jako funktory kowariantne z kategorii {\displaystyle {\mathfrak {A}}^{\mathrm {op} }} do {\displaystyle {\mathfrak {B}}}.

## Przykłady
Niech {\displaystyle {\mathfrak {A}}={\mathfrak {B}}=\mathbf {Vect} } będzie kategorią przestrzeni liniowych {\displaystyle V} nad ciałem {\displaystyle \mathbb {R} } i przekształceń liniowych {\displaystyle f\colon V_{1}\to V_{2}.}
Przestrzeń sprzężona (dualna) {\displaystyle V^{*}} jest określona jako przestrzeń wszystkich funkcjonałów liniowych {\displaystyle f\colon V\to \mathbb {R} .} Przyporządkowując każdemu wektorowi {\displaystyle u} przestrzeni {\displaystyle V} funkcjonał {\displaystyle \psi _{u}} na {\displaystyle V^{*},} należący do {\displaystyle V^{**}=(V^{*})^{*},} określony wzorem {\displaystyle \psi _{u}(\varphi )=\varphi (u)} dla {\displaystyle \varphi \in V^{*},} otrzymujemy kanoniczny monomorfizm liniowy {\displaystyle \psi _{V}\colon V\to V^{**}}. Rodzina {\displaystyle \{\psi _{V}\}_{V\in \mathbf {Vect^{o}} }} jest transformacją naturalną funktora tożsamościowego {\displaystyle \mathbf {Vect} \to \mathbf {Vect} } w funktor drugiej sprzężonej {\displaystyle \mathbf {Vect} \to \mathbf {Vect} } określony przez przyporządkowanie obiektowe {\displaystyle V\mapsto V^{**}.} Gdy ograniczymy się do podkategorii przestrzeni liniowych skończenie wymiarowych, otrzymujemy równoważność naturalną – tę, od której Eilenberg i MacLane zaczęli objaśnianie teorii kategorii.
Ogólniej, niech {\displaystyle \mathbf {Vect} } oznacza kategorię przestrzeni wektorowych nad dowolnym ciałem {\displaystyle K} i niech {\displaystyle B} będzie ustalonym obiektem. Symbolem Hom(–, B) oznaczamy funktor kontrawariantny z {\displaystyle \mathbf {Vect} } do {\displaystyle \mathbf {Vect} } (zdefiniowany analogicznie do funktorów głównych kontrawariantnych), nadając zbiorom {\displaystyle \mathrm {Hom} (A,B)} zwykłą strukturę przestrzeni wektorowej. Złożenie tego funktora z samym sobą daje funktor kowariantny {\displaystyle \mathrm {Hom} (\mathrm {Hom} (-,B),B)} z {\displaystyle \mathbf {Vect} } do {\displaystyle \mathbf {Vect} .} Każdemu {\displaystyle A\in \mathrm {Ob} \mathbf {Vect} } przyporządkowujemy kanoniczne przekształcenie liniowe {\displaystyle \eta _{A}} z {\displaystyle A} w {\displaystyle \mathrm {Hom} (\mathrm {Hom} (A,B),B),} którego szczególny przypadek omawialiśmy powyżej. Jest to transformacja naturalna funktora tożsamościowego na {\displaystyle \mathbf {Vect} } w funktor {\displaystyle \mathrm {Hom} (\mathrm {Hom} (-,B),B)}.
Niech {\displaystyle \mathbf {Z} } oznacza grupę liczb całkowitych (obiekt wolny o jednym generatorze w kategorii {\displaystyle \mathbf {Ab} } grup abelowych). Funktor kowariantny {\displaystyle \mathrm {Hom} (\mathbf {Z} ,-):\mathbf {Ab} \to \mathbf {Ab} } jest naturalnie równoważny funktorowi tożsamościowemu na {\displaystyle \mathbf {Ab} ,} a komponentami tej transformacji naturalnej są homomorfizmy grup {\displaystyle \eta _{A}\colon \mathrm {Hom} (\mathbf {Z} ,A)\to A} określone jako {\displaystyle \eta _{A}(\varphi )=\varphi (1)} dla homomorfizmów {\displaystyle \varphi \colon \mathbf {Z} \to A.}
Ze znanych własności produktów tensorowych grup abelowych (a także przestrzeni liniowych i modułów nad pierścieniami) wynika równoważność naturalna funktorów trzech zmiennych {\displaystyle \mathrm {Hom} (?_{1}\otimes ?_{2},?_{3})} i {\displaystyle \mathrm {Hom} {\big (}?_{1},\mathrm {Hom} (?_{2},?_{3}){\big )},} gdzie {\displaystyle ?_{1},?_{2},?_{3}} są symbolami tych zmiennych.
Bifunktor mnożenia kartezjańskiego z {\displaystyle \mathbf {Set} \times \mathbf {Set} } do {\displaystyle \mathbf {Set} ,} który każdej parze obiektów {\displaystyle X,Y} (zbiorów w {\displaystyle \mathrm {Ob} \mathbf {Set} }) przyporządkowuje zbiór {\displaystyle \Phi (X,Y)=X\times Y,} a każdej parze morfizmów {\displaystyle \alpha \colon X_{1}\to X_{2},} {\displaystyle \beta \colon Y_{1}\to Y_{2}} przyporządkowuje odpowiadające im przekształcenie iloczynów kartezjańskich, jest naturalnie równoważny analogicznie zdefiniowanemu bifunktorowi {\displaystyle \Psi (X,Y)=Y\times X.} Odpowiednią transformację naturalną wyznaczają bijekcje {\displaystyle \eta _{X,Y}\colon X\times Y\to Y\times X} przyporządkowujące parze {\displaystyle \langle a,b\rangle } parę {\displaystyle \langle b,a\rangle .} Podobnie ustala się naturalną równoważność funktorów trzech zmiennych o przyporządkowaniu obiektowym A×(B×C) → (A×B)×C.
Transformacją naturalną dla funktora {\displaystyle \mathrm {List} \colon \mathbf {Set} \to \mathbf {Mon} } z kategorii zbiorów do kategorii monoidów jest operacja {\displaystyle \mathrm {rev} \colon \mathrm {List} \to \mathrm {List} ,} która – mając daną listę – odwraca jej elementy:
{\displaystyle [1,2,8,7]{\xrightarrow {\mathrm {rev} }}[7,8,2,1]}
Dla zbioru {\displaystyle A} komponent {\displaystyle \mathrm {rev} _{A}\colon \mathrm {List} (A)\to \mathrm {List} (A)} jest funkcją odwracającą dowolną listę o elementach z {\displaystyle A.}